# 高景炎
高景炎（英語：Kenny Kao，1967年7月6日—）為前臺灣男子籃球運動員，現擔任P. LEAGUE+台鋼獵鷹球團發言人。

## 生平
高景炎出生於臺灣，12歲從國小畢業之後跟著家人移民美國，1990年曾返回臺灣參加臺灣區運動會，1991年與1992年效力新瑞電器，1995年1月從馬里蘭大學企管系畢業後返回臺灣加盟中華職籃幸福豹，1996年1月中旬與幸福豹解約，跟泰瑞戰神簽約，1996年8月合約到期後未與泰瑞戰神續約，1996年9月中旬加入宏福公羊練習行列，9月底與宏福公羊簽下一年合約，10月22日與隊友練球時扭傷左腳膝蓋，之後高景炎未被宏福公羊註冊於中華職籃三年球員名單當中。
1996年12月底成為力霸友聯U3台球評，1997年1月20日上任中華職籃公司企畫部副理，1997年5月底改擔任緯來體育台球評。曾擔任陳建州經紀人。1999年12月決定千禧紀念賽復出披上中廣戰神戰袍，2000年夏天轉任中廣戰神助理教練。2020年夏天出任P. LEAGUE+新竹街口攻城獅總經理，2022年7月26日因個人生涯規畫請辭攻城獅總經理職務，2022年7月27日接任P. LEAGUE+高雄鋼鐵人總經理。2024年9月12日，高雄17直播鋼鐵人宣布高景炎卸任總經理職務。同日，台鋼獵鷹宣布高景炎擔任球團發言人職務。
2001年1月與原朱浩仁的前未婚妻胡家榆公證結婚，7月7日舉辦婚宴。兒子高宏權也是籃球運動員，大學就讀國立臺灣藝術大學廣電系。

## 外部連結
- 高景炎的Instagram帳戶
- 高景炎的Facebook專頁
- 肯尼大獅-Kenny da Lion的Facebook專頁
- YouTube上的肯尼大獅Kenny da Lion頻道